# Kruhy (album)
Kruhy je předposlední album Pavla Bobka. Vydal jej 21. května 2012, tedy přibližně rok před svou smrtí. Písně jsou různých žánrů: od klasické country, přes pop a jazz až k folku. Vedle Bobka na albu vystupují také Kateřina García, Svaťka Štěpánková či Jindra Malík.

## Písně na albu
1. Kruhy
2. Kanadská noc
3. Nocí dál
4. Sen potkáš za prvním rohem
5. Výmluvný ďábel
6. Začni
7. Zas nemám kam jít
8. Sním, stále sním
9. San Miguel
10. Sen se mu zdál
11. Zlé chvíle jsou ty tam
12. Stará mříž
13. Ještě jednou